# Università Hofstra
L'Università Hofstra (Hofstra University) è un'università privata di Hempstead, nello stato di New York (Stati Uniti d'America).

## Storia
L'Università Hofstra prendeva originariamente il nome di Nassau College – Hofstra Memorial of New York University at Hempstead, Long Island e venne fondata nel 1935 come estensione dell'Università di New York per volere di William S. Hofstra e la sua seconda moglie Kate Mason. Oggi la Hofstra University è la più grande università privata di Long Island.